# Palau Pesaro Papafava
El Palau Pesaro Papafava és un palau de Venècia situat al districte de Cannaregio i amb vistes al Canale della Misericordia (situat al final del Rio di San Felice) davant de l'Scuola Grande di Santa Maria della Misericordia.

## Història
Data de principis del segle XV. Va ser propietat de la família Pesaro fins al matrimoni de Pesarina Pesaro amb Bonifacio Papafava, celebrat el 1615.

## Descripció
És un edifici la façana del qual, desenvolupada en quatre plantes, es caracteritza per un predomini d'elements gòtics. La força expressiva de la façana es concentra en l'eix central, format per la superposició de dues finestres quadrifores amb balcons, de les quals la inferior és la més valuosa. Cada finestra de quatre llums està flanquejada per dos parells de finestres d'una sola llum, una a cada costat. A la planta baixa hi ha un portal d'aigua apuntat, flanquejat per quatre finestres d'una sola alçada. El cos esquerre, que presenta obertures d'arc de mig punt, és més recent.